# Каменичка Скакавиця
Ка́меничка Скака́виця (болг. Каменичка Скакавица) — село в Кюстендильській області Болгарії. Входить до складу общини Кюстендил.

## Населення
За даними перепису населення 2011 року у селі проживали 86 осіб, з них 83 особи (97,6%) — болгари.
Розподіл населення за віком у 2011 році:
Динаміка населення: